# Hair
|  | Per a altres significats, vegeu «Hair (musical)». |

«Hair» és una cançó de la cantant americana Lady Gaga, del seu segon àlbum d'estudi Born This Way (2011). La cançó, escrita i produïda per Gaga i RedOne, va ser llançada el 16 de maig de 2011, com a únic single promocional de l'àlbum, com a part del llançament "Countdown to Born This Way" de l'iTunes Store. En teoria, Hair havia de ser el segon single promocional, després de The Edge of Glory, però després va passar a ser l'únic single promocional de l'àlbum quan "The Edge of Glory" va esdevenir el tercer single oficial de l'àlbum.
En aquesta cançó hi va col·laborar el saxofonista Clarence Clemons.